# Short track agli VIII Giochi asiatici invernali - Staffetta 5000 metri maschile
La specialità della staffetta 5000 metri maschile di short track degli VIII Giochi asiatici invernali si è svolta dal 20 al 22 febbraio 2017 all'Arena del Ghiaccio Makomanai nel distretto di Minami-ku a Sapporo, in Giappone. 

## Risultati
Legenda
- ADV — Avanzamento
- PEN — Penalità
- q — Qualifificato per il tempo

### Batterie

#### Gruppo 1
| Class | Nazione                                                               | Tempo    | Note |
| ----- | --------------------------------------------------------------------- | -------- | ---- |
| 1     | Cina Ren Ziwei Han Tianyu Shi Jingnan Xu Hongzhi                      | 7:01.394 | Q    |
| 2     | Corea del Nord Choe Un-song Kim Chol-gwang Kim Tae-song Kim Pyol-song | 7:05.485 | Q    |
| —     | Taipei cinese Lin Xian-you Lin Chun-chieh Tsai Chia-wei Su Jun-peng   | PEN      |      |

#### Gruppo 2
| Class | Nazione                                                                  | Tempo    | Note |
| ----- | ------------------------------------------------------------------------ | -------- | ---- |
| 1     | Corea del Sud Lee Jung-su Park Se-yeong Han Seung-soo Sin Da-woon        | 6:58.269 | Q    |
| 2     | Australia Pierre Boda Alex Bryant Andy Jung Keanu Blunden                | 7:00.450 | Q    |
| 3     | India Akash Aradhya Ashwin D'Silva G. V. Raghavendra Sohan Sudhir Tarkar | 7:55.159 | q    |

#### Gruppo 3
| Class | Nazione                                                                                  | Tempo    | Note |
| ----- | ---------------------------------------------------------------------------------------- | -------- | ---- |
| 1     | Giappone Ryosuke Sakazume Kazuki Yoshinaga Hiroki Yokoyama Keita Watanabe                | 6:48.762 | Q    |
| 2     | Kazakistan Mersaid Zhaxybayev Yerkebulan Shamukhanov Adil Galiakhmetov Nurtilek Kazhgali | 6:53.798 | Q    |
| 3     | Malaysia Wong De Vin Khairil Ridhwan Khalil Vincent Chan Hazim Syahmi Shahrum            | 8:01.319 | q    |
| 4     | Indonesia Oky Andrianto Steavanus Wihardja Johanes Wihardja Allan Chandra Moedjiono      | 8:14.994 |      |

### Semifinali

#### Gruppo 1
| Class | Nazione                                                                                   | Tempo    | Note |
| ----- | ----------------------------------------------------------------------------------------- | -------- | ---- |
| 1     | Giappone Ryosuke Sakazume Kazuki Yoshinaga Takayuki Muratake Keita Watanabe               | 6:57.188 | QA   |
| 2     | Malaysia Hazim Syahmi Shahrum Vincent Chan Wong De Vin Khairil Ridhwan Khalil             | 8:01.032 | QA   |
| —     | Kazakistan Yerkebulan Shamukhanov Mersaid Zhaxybayev Adil Galiakhmetov Kuandyk Suleimenov | PEN      |      |
| —     | Australia Andy Jung Keanu Blunden Alex Bryant Pierre Boda                                 | PEN      |      |

#### Gruppo 2
| Class | Nazione                                                                  | Tempo    | Note |
| ----- | ------------------------------------------------------------------------ | -------- | ---- |
| 1     | Cina Wu Dajing Han Tianyu Xu Hongzhi Ren Ziwei                           | 6:55.745 | QA   |
| 2     | Corea del Sud Sin Da-woon Han Seung-soo Lee Jung-su Park Se-yeong        | 6:55.831 | QA   |
| 3     | Corea del Nord Choe Un-song Kim Chol-gwang Kim Tae-song Kim Pyol-song    | 7:03.562 | QB   |
| —     | India Akash Aradhya Ashwin D'Silva G. V. Raghavendra Sohan Sudhir Tarkar | PEN      |      |

### Finali

#### Finale B
| Class | Nazione                                                               | Tempo |
| ----- | --------------------------------------------------------------------- | ----- |
| 1     | Corea del Nord Choe Un-song Kim Chol-gwang Kim Tae-song Kim Pyol-song |       |

#### Finale A
| Class   | Nazione                                                                               | Tempo    |
| ------- | ------------------------------------------------------------------------------------- | -------- |
| Oro     | Cina Wu Dajing Han Tianyu Ren Ziwei Xu Hongzhi                                        | 7:01.983 |
| Argento | Corea del Sud Lee Jung-su Seo Yi-ra Sin Da-woon Park Se-yeong                         | 7:02.703 |
| Bronzo  | Giappone Hiroki Yokoyama Kazuki Yoshinaga Keita Watanabe Ryosuke Sakazume             | 7:02.909 |
| 4       | Malaysia Hazim Syahmi Shahrum Wong De Vin Khairil Ridhwan Khalil Ariff Rasydan Fadzli | 8:13.362 |